# Millardia kathleenae
Millardia kathleenae és una espècie de mamífer rosegador de la família dels múrids. És endèmic del centre de Myanmar. El seu hàbitat natural són les planes sorrenques amb matollars degradats. És una espècie en risc mínim, és a dir, no sembla que hi hagi cap amenaça significativa per a la seva supervivència. Aquest tàxon fou anomenat en honor de la naturalista Kathleen Ryley.